# 뻐꾸기시계

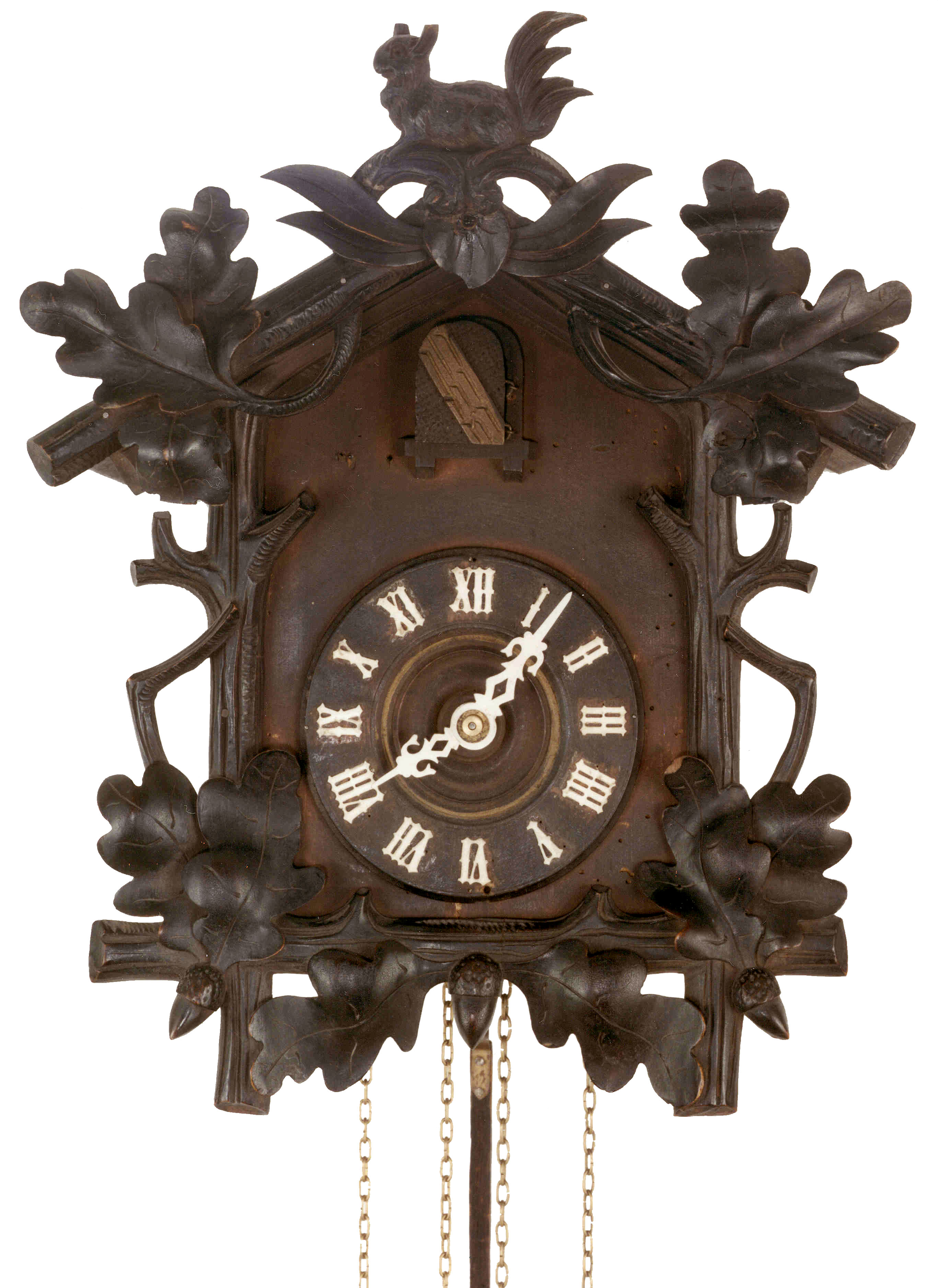
뻐꾸기시계

뻐꾸기시계(Cuckoo clock)는 전형적으로 진자가 조절하는 시계로 일반적인 뻐꾸기의 울음소리 같은 소리로 시간을 때리고, 각각의 음과 함께 움직이는 자동 뻐꾸기 새를 가지고 있다. 어떤 것은 날개를 움직이며 앞으로 몸을 숙이면서 부리를 열거나 닫는 반면, 어떤 것은 새의 몸만이 앞으로 기울어진다. 뻐꾸기 호를 생산하기 위한 메커니즘은 18세기 중반부터 사용되어 왔고 현재까지 거의 변화가 없었다.

## 역사
누가 그것을 발명했고 어디서 처음 만들어졌는지는 알려지지 않았다. 뻐꾸기시계가 대중화되었던 지역인 독일 남서부(바덴뷔르템베르크주) 슈바르츠발트 지역에서 많은 발전과 진화가 이루어졌다고 생각된다. 뻐꾸기시계는 1850년대 중반부터 전 세계로 수출되었다. 오늘날, 뻐꾸기시계는 독일, 스위스, 오스트리아의 여행자들이 가장 좋아하는 기념품 중 하나이다. 그것은 독일의 문화적 아이콘이 되었다.

## 기타
1995년 8월 1일, 홈쇼핑 채널인 HSTV의 방송이 개국되자마자, 첫번째 상품 전파를 탔다.

## 같이 보기
- 뻐꾸기